# Pont-Saint-Mard
Pont-Saint-Mard è un comune francese di 187 abitanti situato nel dipartimento dell'Aisne della regione dell'Alta Francia.

## Società

### Evoluzione demografica
Abitanti censiti